# Francis Biddle
Francis Biddle (ur. 9 maja 1886 w Paryżu, zm. 4 października 1968 w Wellfleet, Massachusetts) – amerykański prawnik i sędzia, prokurator generalny w czasie II wojny światowej. Był głównym amerykańskim sędzią w powojennych procesach Norymberskich.